# Saygid Katinovasov
Saygid Katinovasov (russisch Сайгид Абдусаламович Катиновасов, Saigid Abdussalamowitsch Katinowassow; * 22. April 1969 in Batlaitsch, Dagestanische ASSR) ist ein ehemaliger sowjetischer Ringer awarischer Abstammung, der auch für Russland und Usbekistan startete. Er wurde 1993 Vize-Weltmeister im freien Stil im Mittelgewicht.

## Werdegang
Saygid Katinovasov begann als Jugendlicher zusammen mit seinem Zwillingsbruder Rasul Katinovasov mit dem Ringen und wurde zu Sowjetzeiten nach ersten größeren Erfolgen zum Ringerzentrum in Machatschkala delegiert. Dort wurde Mamur Rusijew sein Trainer. Der untersetzte, kräftige Ringer betätigte sich nur im freien Stil und war als Junior außerordentlich erfolgreich. Bis 1992 startete er für die Sowjetunion bzw. für die Gemeinschaft Unabhängiger Staaten. Ab 1993 für Russland und ab 1996, als die Konkurrenz in Russland für ihn zu groß wurde, für Usbekistan. Er wurde dazu Mitglied des Sportclubs "Trade-Union" Taschkent.
Im Jahre 1986 wurde er in Schifferstadt Junioren-Weltmeister (Juniors = Altersgruppe bis zum 18. Lebensjahr) im Leichtgewicht, vor dem Iraner Rahmatab Hojatullah und dem Südkoreaner Kim Deak-sod. 1988 wurde er in Wałbrzych/Polen Junioren-Europameister (Espoirs = Altersgruppe bis zum 20. Lebensjahr) im Weltergewicht vor Marek Grodzki, Polen und Valentin Schelew, Bulgarien.
Nach einigen Einsätzen bei Welt Cups, hier belegte er zum Beispiel beim Welt-Cup 1991 in Toledo im Mittelgewicht hinter dem US-Amerikaner Royce Alger den 2. Platz, wurde er 1993 erstmals von Russland bei einer Weltmeisterschaft eingesetzt. Er belegte dabei in Toronto im Mittelgewicht einen hervorragenden 2. Platz hinter dem Türken Sebahattin Öztürk, aber vor Ruslan Kinchagov aus Usbekistan und Kevin Jackson aus den Vereinigten Staaten.
1994 belegte er beim Welt-Cup in Edmonton im Weltergewicht hinter David Schultz aus den Vereinigten Staaten den 2. Platz und wurde 1995 CISM-Militär-Weltmeister im Weltergewicht vor Abolfath Zeinalnia aus dem Iran und Kamil Kocaoğlu aus der Türkei.
Als für ihn die Konkurrenz in Russland in seiner Gewichtsklasse zu groß wurde, unter anderem startete in dieser für Russland auch der dreifache Olympiasieger Buwaissar Saitijew und dessen ebenfalls überragender Bruder Adam Saitijew, entschloss sich Saygid Katinovasov ab 1996 für Usbekistan an den Start zu gehen. In den Jahren 1996 bis 1998 brachte er dabei an bemerkenswertesten Ergebnissen einen Sieg beim Welt-Cup in Teheran 1996 im Weltergewicht vor Adem Bereket aus der Türkei und einen 3. Platz bei den Asienmeisterschaften 1997 im Weltergewicht hinter Moon Eui-jae aus Südkorea und Tümen-Öldsiin Mönchbajar aus der Mongolei zustande.

## Internationale Erfolge
| Jahr | Platz | Wettbewerb                                  | Gew.-Kl. | |
| 1986 | 1.    | Junioren-Weltmeisterschaft in Schifferstadt | Leicht   | vor Rahmatab Hojatullah, Iran und Kim Deak-sod, Südkorea                                                                         |
| 1988 | 1.    | Junioren-Europameisterschaft in Wałbrzych   | Welter   | vor Marek Grodzki, Polen u. Walentin Schelew, Bulgarien                                                                          |
| 1991 | 2.    | Welt-Cup in Toledo (Ohio)                   | Mittel   | hinter Royce Alger, USA u. vor Orlando Hernández, Kuba                                                                           |
| 1992 | 1.    | Welt-Cup in Moskau                          | Welter   | vor Rob Koll, USA u. Behrouz Yari Kalani, Iran                                                                                   |
| 1993 | 2.    | WM in Toronto                               | Mittel   | hinter Sebahattin Öztürk, Türkei, vor Ruslan Kinchagov, Usbekistan, Kevin Jackson, USA u. László Dvorák, Ungarn                  |
| 1994 | 2.    | Welt-Cup in Edmonton                        | Welter   | hinter David Schultz, USA, vor Kamil Kocaoğlu, Türkei, Issa Momeini u. Behrouz Yari Talani, bde. Iran                            |
| 1995 | 1.    | CISM-Militär-WM                             | Welter   | vor Abulfath Zeinalnia, Iran u. Kamil Kocaoğlu                                                                                   |
| 1996 | 6.    | Asienmeisterschaft in Xiaoshan/China        | Welter   | hinter Park Jang-soon, Südkorea, Magomed Kuruglijew, Kasachstan, Issa Momeini, Takuya Ota, Japan u. Nurbek Isabekov, Kirgisistan |
| 1996 | 1.    | Welt-Cup in Teheran                         | Welter   | vor Adem Bereket, Türkei, Daniel Gonzalez Aguillera, Kuba u. Abulfath Zeinalnia                                                  |
| 1997 | 3.    | Asienmeisterschaft                          | Welter   | hinter Moon Eui-jae, Südkorea u. Tümen-Öldsiin Mönchbajar, Mongolei, vor Magomed Kuruglijew u. Nurbek Isabekov                   |
| 1998 | 8.    | WM in Teheran                               | Welter   | Sieger: Buwaissar Saitijew, Russland vor Moon Eui-jae und Alexander Leipold, Deutschland                                         |
| 1998 | 7.    | Asienspiele in Bangkok                      | Welter   | Sieger: Moon Eui-jae vor Kenji Koskiba, Japan u. Ruslan Walijew, Kasachstan                                                      |

Anm.: alle Wettbewerbe im freien Stil, Leichtgewicht, Weltergewicht u. Mittelgewicht, bis 1996 Gewichtsklassen bis 68 kg, 74 kg u. 82 kg Körpergewicht, Weltergewicht ab 1997 bis 76 kg Körpergewicht